# Favia vietnamensis
Favia vietnamensis är en korallart som beskrevs av Veron 2002. Favia vietnamensis ingår i släktet Favia och familjen Faviidae. IUCN kategoriserar arten globalt som nära hotad. Inga underarter finns listade i Catalogue of Life.